# Renève
Renève est une commune française située dans le département de la Côte-d'Or en région Bourgogne-Franche-Comté.

## Géographie
Renève est accessible par la route départementale RD70, depuis Essertenne-et-Cecey, à l'est, et depuis Mirebeau-sur-Bèze, à l'ouest.

### Hydrographie
La commune est traversée par le Canal de la Marne à la Saône, ainsi que par la Vingeanne. Le Ruisseau du Vollong sert de limite communale, à l'est, avec Essertenne-et-Cecey ; le Ruisseau de l'étang sert de limite communale avec Jancigny, au sud.

### Climat
Pour des articles plus généraux, voir Climat de la Bourgogne-Franche-Comté et Climat de la Côte-d'Or.
En 2010, le climat de la commune est de type climat des marges montargnardes, selon une étude du Centre national de la recherche scientifique s'appuyant sur une série de données couvrant la période 1971-2000. En 2020, Météo-France publie une typologie des climats de la France métropolitaine dans laquelle la commune est dans une zone de transition entre le climat océanique altéré et le climat océanique altéré et est dans une zone de transition entre les régions climatiques « Lorraine, plateau de Langres, Morvan » et « Bourgogne, vallée de la Saône ». 
Pour la période 1971-2000, la température annuelle moyenne est de 10,6 °C, avec une amplitude thermique annuelle de 17,7 °C. Le cumul annuel moyen de précipitations est de 867 mm, avec 12 jours de précipitations en janvier et 8,1 jours en juillet. Pour la période 1991-2020, la température moyenne annuelle observée sur la station météorologique de Météo-France la plus proche, « Poyans », sur la commune de Poyans à 7 km à vol d'oiseau, est de 11,1 °C et le cumul annuel moyen de précipitations est de 911,8 mm,. Pour l'avenir, les paramètres climatiques de la commune estimés pour 2050 selon différents scénarios d'émission de gaz à effet de serre sont consultables sur un site dédié publié par Météo-France en novembre 2022.

## Urbanisme

### Typologie
Au 1er janvier 2024, Renève est catégorisée commune rurale à habitat dispersé, selon la nouvelle grille communale de densité à 7 niveaux définie par l'Insee en 2022.
Elle est située hors unité urbaine. Par ailleurs la commune fait partie de l'aire d'attraction de Dijon, dont elle est une commune de la couronne,. Cette aire, qui regroupe 333 communes, est catégorisée dans les aires de 200 000 à moins de 700 000 habitants,.

### Occupation des sols
L'occupation des sols de la commune, telle qu'elle ressort de la base de données européenne d’occupation biophysique des sols Corine Land Cover (CLC), est marquée par l'importance des territoires agricoles (74,3 % en 2018), une proportion sensiblement équivalente à celle de 1990 (74,4 %). La répartition détaillée en 2018 est la suivante : 
terres arables (59,1 %), forêts (20 %), prairies (15,2 %), zones urbanisées (3,4 %), milieux à végétation arbustive et/ou herbacée (2,3 %). L'évolution de l’occupation des sols de la commune et de ses infrastructures peut être observée sur les différentes représentations cartographiques du territoire : la carte de Cassini (XVIIIe siècle), la carte d'état-major (1820-1866) et les cartes ou photos aériennes de l'IGN pour la période actuelle (1950 à aujourd'hui).

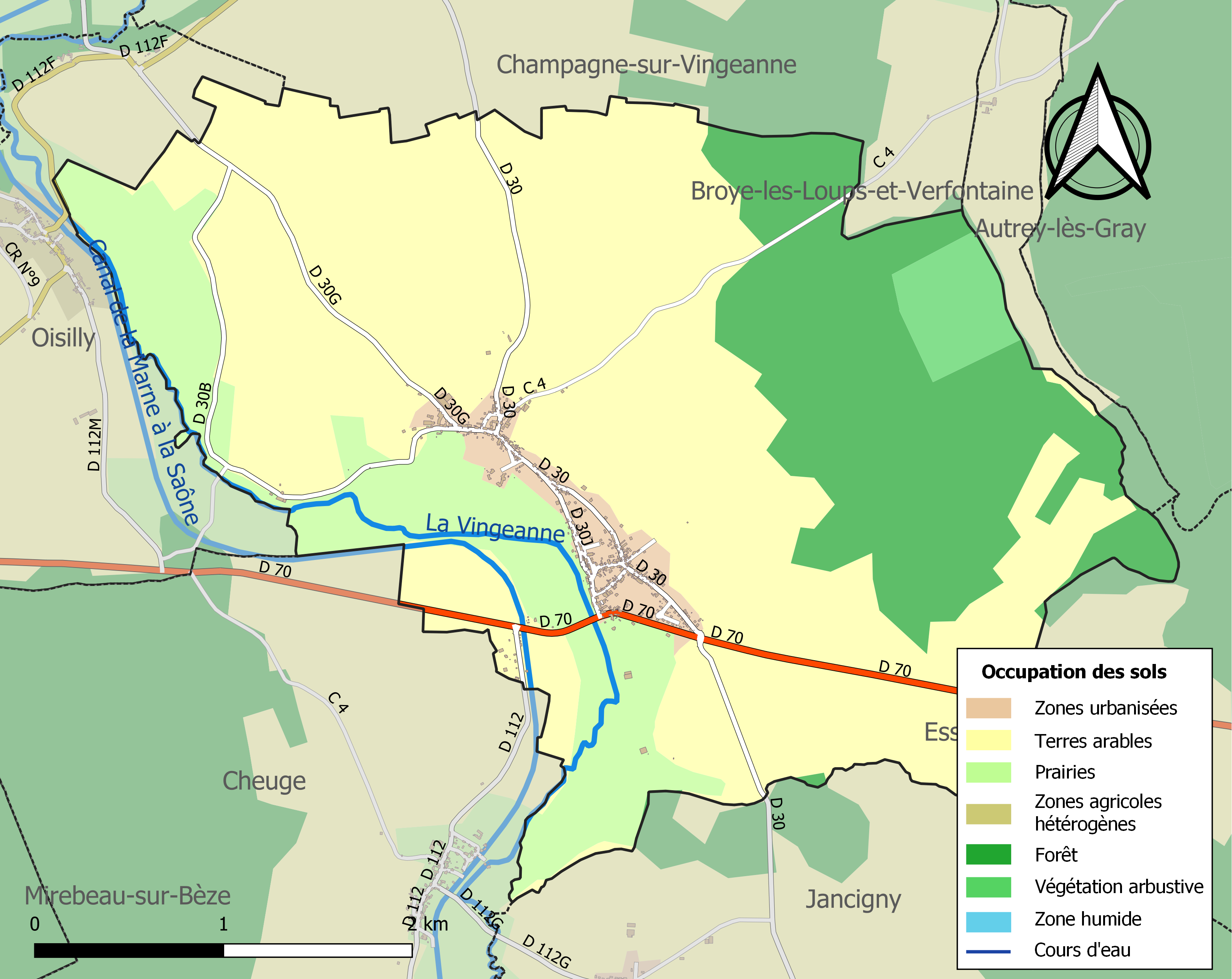
Carte des infrastructures et de l'occupation des sols de la commune en 2018 (CLC).

## Histoire
Probablement fondée par les Celtes, cité gallo-romaine, Renève est certainement occupée par les Burgondes dans la seconde moitié du Ve siècle, faisant partie de leur royaume jusqu'en 523/534 avant d'appartenir au royaume des Francs (royaume de Burgondie).
En 613, la reine franque Brunehaut, princesse wisigothique, y est suppliciée à mort, sa chevelure, un bras et une jambe attachés à la queue d'un cheval indompté qui mit son corps en lambeaux. Sa mort met provisoirement un terme à la longue guerre entre les royaumes mérovingiens de Neustrie et d'Austrasie.

### Passé ferroviaire du village
|  |  |  |

De 1882 au 2 mars 1969, la commune a été traversée par la ligne de chemin de fer de Troyes à Gray, qui, venant du sud-ouest de la gare de Mirebeau-sur-Bèze, contournait le village par le nord, et, après avoir franchi le Viaduc d'Oisilly s'arrêtait à la gare de Oisilly-Renève, gare commune aux villages d'Oisilly et de Renève et se dirigeait ensuite vers la gare de Champagne-sur-Vingeanne.
La gare qui porte le noms des deux communes, dont les bâtiments sont encore présents de nos jours, est située au nord-ouest du village sur le terroir de la commune d'Oisilly.
L'horaire ci-dessus montre qu'en 1914, quatre trains s'arrêtaient chaque jour à la gare d'Oisilly-Renève dans le sens Troyes-Gray et quatre autres dans l'autre sens.
À une époque où le chemin de fer était le moyen de déplacement le plus pratique, cette ligne connaissait un important trafic de passagers et de marchandises.
À partir de 1950, avec l'amélioration des routes et le développement du transport automobile, le trafic ferroviaire a périclité et la ligne a été fermée le 2 mars 1969 au trafic voyageurs puis désaffectée.
Depuis 2013, cette ligne est utilisée par le Vélorail de la Vingeanne, sur le trajet Mirebeau-sur-Bèze, Oisilly-Renève, Champagne-sur-Vingeanne, Autrey-lès-Gray.

## Politique et administration

### Liste des maires
| Période   | Période    | Identité                  | Étiquette | Qualité                                             |
| --------- | ---------- | ------------------------- | --------- | --------------------------------------------------- |
|           |            | Arsène Bassot             |           | Conseiller général de Mirebeau-sur-Bèze (1877-1884) |
|           |            | Auguste Bassot            |           | Conseiller général de Mirebeau-sur-Bèze (1892-1897) |
| 1918      | 1921       | Pierre Bassot             |           | Conseiller général de Mirebeau-sur-Bèze (1897-1924) |
| 1921      | après 1928 | Pierre Auguste Villeminot |           |                                                     |
| vers 1966 | mars 1971  | C. Clair                  |           | Agriculteur                                         |
| mars 1971 | ?          | Ghislain Zeller           |           |                                                     |
| mars 1996 | mars 2001  | Geneviève Gauvin          |           | Infirmière                                          |
| mars 2001 | mai 2020   | Michel Grey               | PS        | Marbrier                                            |
| mai 2020  | en cours   | Bernard Petit             |           |                                                     |

### Jumelages
| Renève Osthofen |

Renève est jumelée avec Osthofen, province de Hesse rhénane, en  Allemagne, depuis 1992

## Population et société

### Démographie
L'évolution du nombre d'habitants est connue à travers les recensements de la population effectués dans la commune depuis 1793. Pour les communes de moins de 10 000 habitants, une enquête de recensement portant sur toute la population est réalisée tous les cinq ans, les populations de référence des années intermédiaires étant quant à elles estimées par interpolation ou extrapolation. Pour la commune, le premier recensement exhaustif entrant dans le cadre du nouveau dispositif a été réalisé en 2006.

En 2022, la commune comptait 482 habitants, en évolution de +9,3 % par rapport à 2016 (Côte-d'Or : +0,82 %, France hors Mayotte : +2,11 %).
| 1793  | 1800 | 1806 | 1821 | 1836 | 1841 | 1846 | 1851 | 1856 |
| ----- | ---- | ---- | ---- | ---- | ---- | ---- | ---- | ---- |
| 1 015 | 950  | 779  | 782  | 869  | 779  | 775  | 793  | 714  |

| 1861 | 1866 | 1872 | 1876 | 1881 | 1886 | 1891 | 1896 | 1901 |
| ---- | ---- | ---- | ---- | ---- | ---- | ---- | ---- | ---- |
| 728  | 699  | 718  | 712  | 793  | 727  | 737  | 683  | 629  |

| 1906 | 1911 | 1921 | 1926 | 1931 | 1936 | 1946 | 1954 | 1962 |
| ---- | ---- | ---- | ---- | ---- | ---- | ---- | ---- | ---- |
| 605  | 571  | 491  | 493  | 480  | 462  | 413  | 406  | 383  |

| 1968 | 1975 | 1982 | 1990 | 1999 | 2006 | 2011 | 2016 | 2021 |
| ---- | ---- | ---- | ---- | ---- | ---- | ---- | ---- | ---- |
| 341  | 377  | 389  | 406  | 414  | 428  | 426  | 441  | 470  |

| 2022 | - | - | - | - | - | - | - | - |
| ---- | - | - | - | - | - | - | - | - |
| 482  | - | - | - | - | - | - | - | - |

## Culture locale et patrimoine

### Lieux et monuments
- église Saint-Martin
- Château de Renève
- Pont à tablier mobile sur le canal

### Personnalités liées à la commune
- Brunehaut (ou Brunehilde) (547-613), reine d'Austrasie, y a été mise à mort, attachée à la queue d'un cheval indompté[17].

### Héraldique
| Blason de Renève | Blason  | D'argent au cheval cabré de gueules, mantelé d'azur semé de fleurs de lys. |
| Blason de Renève | Détails | Le statut officiel du blason reste à déterminer.                           |